# Beats, Rhymes & Life: The Travels of A Tribe Called Quest
Beats, Rhymes & Life: The Travels of a Tribe Called Quest è un film documentario statunitense del 2011 diretto da Michael Rapaport e riguardante il gruppo musicale A Tribe Called Quest.